# 川上親俊

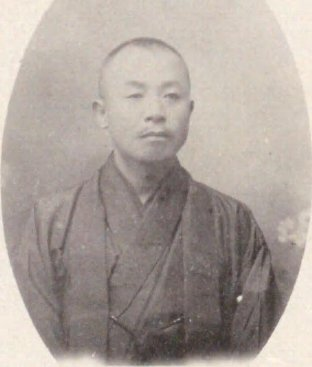
川上親俊

川上 親俊（かわかみ ちかとし、1882年（明治15年）12月15日 - 1926年（大正15年）9月6日）は、日本の内務官僚。三重県四日市市長。初名は為繁。

## 経歴
鹿児島県の士族大重為廉の長男として生まれ、川上親晴の養子となった。1908年（明治41年）、東京帝国大学法科大学を卒業し、高等文官試験に合格。東京府属、山梨県事務官、同理事官、秋田県警察部長、滋賀県警察部長、愛媛県内務部長などを歴任した。
1923年（大正12年）より四日市市長を務めた。